# Biyán Namdar Zangané
Biyán Namdar Zangané (n. 15 de marzo de 1953, en Kermanshah) es un político iraní, ministro del Petróleo desde el 15 de agosto de 2013. 
Por su dilatada carrera ejerciendo distintos ministerios, es conocido en Irán como sheij ol-vozará («el sheij de los ministros», «el jeque de los visires», etc.). Ostenta una reputación de éxito en la atracción de capital extranjero para la industria petrolera iraní. El consorcio energético MAPNA, mayor en su género en Irán, se fundó en 1993, siendo Zangané ministro de la Energía. 

## Biografía

### Actividad académica
Zangané inició estudios de Ingeniería civil en la Universidad de Teherán en 1971 y en 1977 se licenció con calificación de excelente. En el mismo año pasó a formar parte del profesorado de la Universidad Tecnológica Jayé Nasiroddín Tusí de la capital iraní, ocupación de la que se jubiló en 2006.

### Experiencia administrativa
En 1980 Zangané entró en la administración iraní como secretario cultural del Ministerio de Cultura y Guía Islámica y dos años más tarde fue cooptado para el consejo central de la organización de la Yihad de la Construcción. Desde entonces, sirvió como ministro de la Yihad de la Construcción entre 1983 y 1988 en los gobiernos del primer ministro Mir Hosein Musaví, de Energía entre 1988 y 1997 en los gobiernos de Akbar Hashemí Rafsanyaní y del Petróleo entre 1997 y 2005, en los de Seyyed Mohammad Jatamí. 
Además, entre 1983 y 2005 formó parte del Consejo Económico de Irán y entre 1996 y 2012 fue miembro de la Asamblea de Discernimiento del Interés del Estado iraní. 
En el sector privado, Zangané integró entre marzo de 2006 y agosto de 2008 la junta directiva de la compañía de producción de equipos de construcción de carreteras HEPCO. 
Zangané es miembro del Partido de Ejecutivos de la Construcción de Hashemí Rafsanyaní y de la Fundación Barán de Jatamí.

### Ministerio del Petróleo en el gobierno deHasán Rouhaní
La tercera designación de Zangané como ministro del Petróleo de Irán fue aprobada el 15 de agosto de 2013 por la Asamblea Consultiva Islámica con 166 votos a favor, 104 en contra y 13 abstenciones. A principios de octubre, Zangané dirigía las negociaciones directas de la administración iraní con las grandes empresas petroleras con vistas a su regreso a la explotación de los hidrocarburos iraníes, poniendo fin a la venta de crudo a través de intermediarios particulares.

## Posiciones políticas
El 2 de noviembre de 2013, en un homenaje a Mohammad Yavad Tondguyán, ministro del petróleo secuestrado en 1980 durante la guerra Irán-Irak y muerto en cautividad iraquí, Zangané se opuso a los sectores políticos iraníes escépticos ante el restablecimiento de vínculos diplomáticos con Estados Unidos de América en nombre de la «sinceridad»:

«Hoy nos hablan de la sinceridad de los americanos, pero ¿qué es eso de sinceridad?  ¿Qué es eso de sinceridad en política exterior? Nuestro nobilísimo Profeta —con él y su familia sean la paz y las oraciones— dijo: al-ḥarb wa kullun jadaʿa, “en la guerra todo es engaño”. Y la política exterior es la continuación de la misma batalla pero sin derramamiento de sangre, toda ella engaño. ¿Qué es eso de la sinceridad de los americanos? ¿Quién ha dicho que haya sinceridad en los americanos? El que piense que en política exterior hay que comportarse con sinceridad se basa en la estupidez. En política exterior no hay fraternidad ni amistad ningunas, nada más que asegurar los propios intereses. Si eres amigo o enemigo de alguien es para asegurar tus intereses.»
Biyán Namdar Zangané en la Asociación del Petróleo, 2 de noviembre de 2013.